# میا جرکوف
میا جرکوف (انگلیسی: Mia Jerkov؛ زادهٔ ۵ دسامبر ۱۹۸۲) بازیکن والیبال اهل کرواسی است.
از باشگاه‌هایی که در آن بازی کرده‌است می‌توان به باشگاه والیبال زنان فنرباغچه اشاره کرد.